# Crotalometra rustica
Crotalometra rustica is een haarster uit de familie Thalassometridae.
De wetenschappelijke naam van de soort werd in 1909 gepubliceerd door Austin Hobart Clark.